# Ben Casey
Ben Casey foi um drama médico norte-americano exibido pela ABC de 1961 a 1966. A série é conhecida principalmente por sua sequência de abertura icônica, que consistia em uma mão desenhando símbolos num quadro negro, enquanto Sam Jaffe, membro do elenco, entoava as palavras "Homem, mulher, nascimento, morte, infinito" (Man, woman, birth, death, infinity, no original). 
O pioneiro neurocirurgião Joseph Ransohoff prestava consultoria a série, e influenciava parcialmente a personalidade do personagem-título. 
A série era protagonizada por Vince Edwards, como o Dr. Ben Casey, um jovem e idealista neurocirurgião. Seu mentor era  o Dr. David Zorba, cirurgião-chefe, interpretado por Sam Jaffe. Ben trabalhava cercado por um staff bem treinado de médicos e enfermeiras, e cada episódio do seriado se centrava nos diferentes aspectos da vida num hospital. 
Em 1965, Zorba deixava o hospital, sendo substituído pelo Dr. Daniel Niles (Franchot Tone). O programa começou a exibir histórias que duravam vários episódios, e Casey ganhou um interesse romântico: Jane Hancock (Stella Stevens), uma mulher que havia recentemente acordado de um coma de treze anos. 
Ben Casey é considerada, ao lado de sua "série rival", Dr. Kildare, como um dos mais marcantes seriados da época, e um dos primeiros dramas médicos a fazerem sucesso na televisão. A popularidade conquistada pelas duas série gerava vários comentários - e comparações - e abriu o caminho para a criação de outras séries médicas, como Doogie Howser, E.R. e Grey's Anatomy.  
Em 1988, um filme feito para a TV, de nomeThe Return of Ben Casey foi ao ar, com Vince Edwards reprisando o papel de Ben Casey.

## The Return of Ben Casey
The Return of Ben Casey foi um telefilme realizado mais de 20 anos após o fim da série, mostrava o retorno do aclamado personagem à televisão.

## Ben Casey em outras mídias
Houve tanto uma tira de jornal quanto uma revista baseada na série. A tira era escrita e desenhada por Neal Adams, que viria a se tornar um dos mais importantes desenhistas norte-americanos de todos os tempos. 
A tira diária teve início em 26 de Novembro de 1962. Posteriormente, em 20 de Setembro de 1964, começou a se produzir também uma tira aos domingos, tomando meia página - tornando melhor a apreciação da arte de Adams. 
Ambas chegaram ao fim no último dia de Julho de 1966 - um domingo. 
O gibi foi publicado pela Dell Comics, e teve 10 edições, no período de 1962 a 1964. Todas as capas era fotos da série. 